# スリーピングドッグス 香港秘密警察
『スリーピングドッグス 香港秘密警察』（スリーピングドッグスホンコンひみつけいさつ）は、オープンワールド型クライムアクションゲームである。カナダのユナイテッド・フロント・ゲームズとイギリスのスクウェア・エニックス・ロンドン・スタジオの共同で制作が行われ、2012年8月14日に北米版、同年9月27日に日本版がスクウェア・エニックスから発売された。
ゲームの舞台は香港。トライアドに潜入する捜査官を中心にゲームが展開していく。Microsoft Windows、Xbox 360、PS3をプラットフォームとする。
トゥルー・クライムシリーズの第3作目として、それまでシリーズを発売してきたアクティビジョンから2011年に発売される予定であったが、2011年2月9日に発売中止が発表された。ところがその後、スクウェア・エニックスがゲームの販売権をアクティビジョンから買い、スクウェア・エニックス・ロンドン・スタジオの監督のもと、ユナイテッド・フロント・ゲームズが開発を継続を行い、発売に至った。スクウェア・エニックスは「トゥルークライム」の商標権は購入しなかったので、「スリーピング・ドッグス」というタイトルで発売された。

## 概要
「スリーピング・ドッグズ」の重要な要素の1つとして、街を自由に動き回れるオープンワールド形式を用いていることが挙げられる。操作するキャラクターを第三者視点で操作して、ゲームを進めていく点では、ロールプレイングやサードパーソン・シューティングゲームの要素も取り入れている。プレイヤーは、サンフランシスコ市警察の組織犯罪対策部に所属する中国系アメリカ人の主人公、ウェイ・シェン（Wei Shen）刑事を操作し、ゲームを進めていく。物語は、ウェイ刑事が「サン・オン・イー（Sun On Yee）」と呼ばれるトライアドへの潜入捜査を命じられるところから始まり、表向きはトライアドの一員として犯罪の片棒を担ぎながらも、本来の自身の任務を全うし、最終的にはトライアドの暴挙を抑えなければならないという、ウェイ刑事の葛藤が描かれている。

## ゲームシステム
- 再現された香港を自由に行動しながらミッションを遂行していく。
- プレイヤーが操作するキャラクターは、歩いたり走ったりできるだけではなく、ジャンプや泳ぎ、障害物によじ登ることもできる。
- 銃火器を中心とした武器を使用したり、武術を駆使して敵を倒すことができる。
- 道場の師匠に盗み出された十二支像を一個返す度にカンフー技を一つ取得することが出来る。
- 主人公の自宅は、自ら購入することができず、ストーリーを進めていくと増えていく。
- 車やボート、バイクを運転して、香港の街中を走り回ることも可能である（ただし、盗難車をパーキングに保存する事は不可能であり、車を購入しなければならない。
- 武器はイベント毎に回収される仕組みとなっており、基本的には現地支給となる。
- メインミッション以外にもサブミッションがある。
- 路上駐車している自動車に乗る際はストーリー途中から所持をする棒状のものを使いドアの鍵を開ける動作がある。ただワゴン車やトラックでは窓を割り乗ることになる。
- 一度クリアしたメイン・ミッションは何度でもリプレイができる。所持している携帯電話から選択が可能。

## 手配
- 主人公が街で、車やオートバイの窃盗、交通事故を起こしたり銃の所持、現金輸送車の強奪、一般市民、警察官の殺害を行うと、手配される。警察の包囲網から脱出または追跡してくる警察車両をテイクダウンを使用して、走行不能にすれば、直ぐに解除される。手配レベルは全部で5つある。

## アイテム
食べ物
食事をすると体力が全回復する。戦闘外で体力が自然回復するようになる。
飲み物
体力の回復と蹴りの威力が上がる。ドリンクはお店と自動販売機で買うことが出来る。自宅の冷蔵庫にも常備されている。
漢方茶
体力が回復する上に防御力が大幅にアップする。
マッサージ
戦闘中のカリスマゲージが上がる。

## 舞台

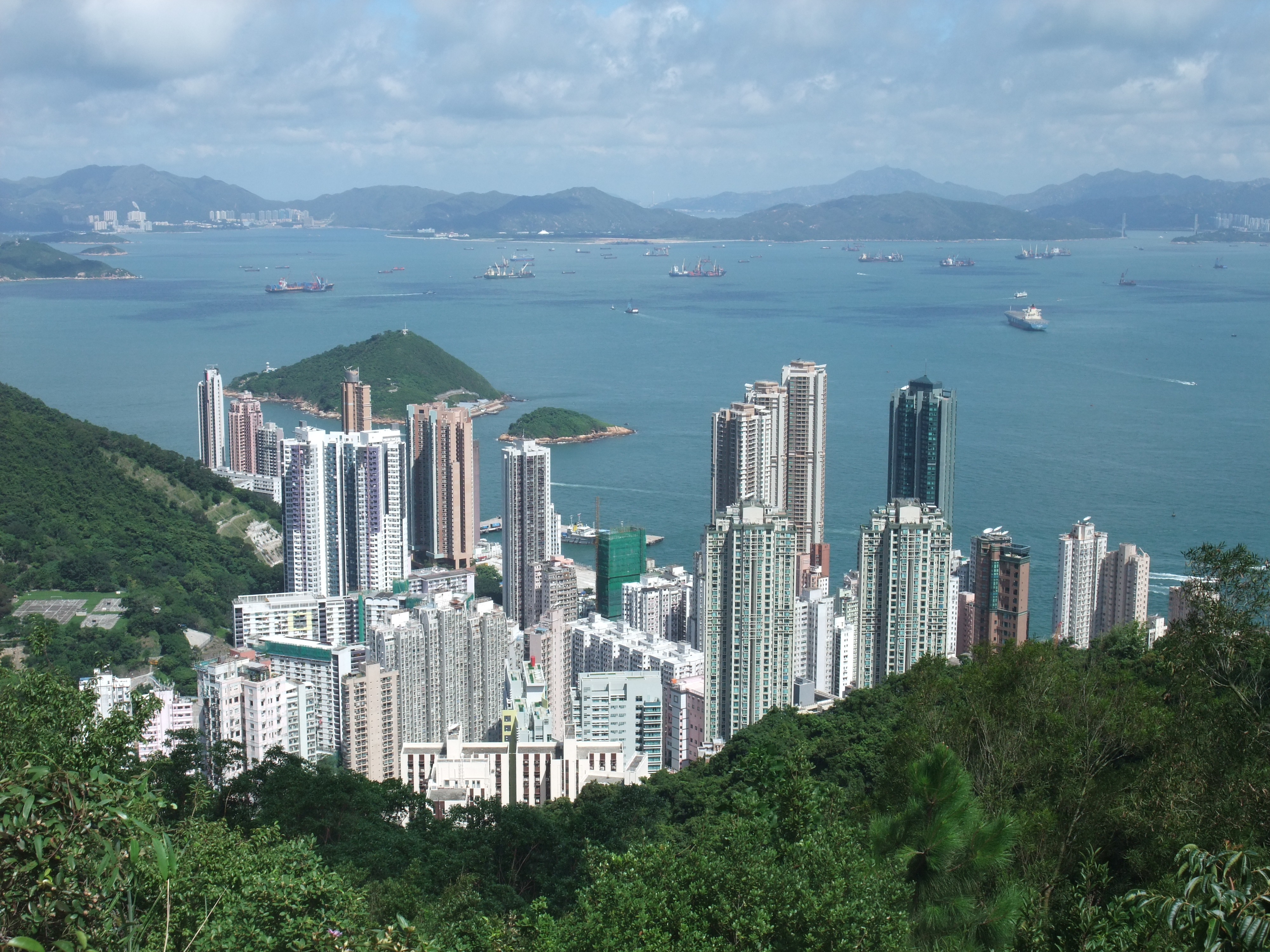
堅尼地城

香港（ホンコン）
中国の南東部に位置する実在の都市。1997年イギリスから中国に返還されたが、特別行政区に指定されており自治権を有している。また独自の警察組織である香港警察を持つ。公用語は広東語と英語である。中国大陸と地続きである新界と九龍半島、最も歴史の有る香港島、香港国際空港や香港ディズニーランドがあるランタオ島、その他大小無数の島々から成る。気候は亜熱帯に属し温暖湿潤である。本ゲームの舞台となるのは九龍半島の南に位置する香港島であり、香港島内に存在する下記の4つの街を仮想結合するという形式で表現している。
北角（ノースポイント）
香港島の東側にある下町。実在の北角は香港島の最北に位置する。ゲームでは主人公が最初に住む場所で寺院、道場などがある。無数の露天が軒を連ねるエリアが有名である。九龍半島へのフェリーターミナルもある。
中環（セントラル）
香港の中枢機関が集まるビジネス街。総督府や超高層ビル群（香港一高いビルもここにある）銀行、九龍半島や他の島へのフェリーターミナル、病院などがある地域。ソーホーなどの山の手の繁華街や山頂からの絶景が楽しめるヴィクトリアピークもある。湾仔のコンベンションセンターや金鐘のピークトラム駅など本来は周辺の街の施設も統合再現されている。
香港仔（アバディーン）
香港島の南西にある港街。香港の名前の起源である村があった。巨大な水上レストランが有名であり漁師町でもある。
堅尼地城（ケネディタウン）
香港島西端にある街。高級住宅地である。ゲームでは主人公の潜入する犯罪組織の幹部であるブロークンノーズ・ジャンとツー・チン・ツァオの私邸もある。主人公もストーリー終盤でアパートメント・ハウスを使用できるようになる。

## 施設
カラオケ
マップ内に二箇所ある。主人公が歌い終えると得点が表示される。ミッションでも歌うことになる。
屋台
肉まん、ラーメン、アイスクリーム等の食べ物が10種類ある。エリア内にも多くある。
カジノ
船舶の中にあり二箇所存在する。警察の任務やサブミッションでも行くことになる。男性一人とポーカーマージャンに挑戦することができる。
闘技場
エリア内に数箇所ある。
マッサージ店
体力が増加する。
寺院
ノースポイントにある大規模なお寺。ミッションの一つで行くことになる。24時間拝観が可能。本堂では僧侶がお祈りしている。本堂には「后古天廟」と書いてある。

## 登場人物
（この項にはストーリーの詳細が記述されています）

### 主人公
ウェイ・シェン(Wei Shen)声優 - ウィル・ユン・リー
本作の主人公。中国語名では、「沈偉」。香港生まれの28歳。オールド・プロスペリティで生まれ。その後、アメリカに移住。家族は、姉と母親がいるが、姉は薬物中毒で2年前に死亡。
現在は、サンフランシスコ市警の刑事で香港警察に出向している。
精神的にも体力的にもタフであり、トンの凄惨な拷問にも耐え抜いた状態で戦闘を行った。
潜入捜査で警官としての身分を伏せている為、銃器を持っていると指名手配されてしまう。
一連の事件解決後、シェンはアメリカに戻らずに香港で警察官として勤務することになった。

### マフィア関係
ジャッキー・マー(Jackie Ma)声 - 陳冠希
主人公の幼馴染で親友。シェン同様、オールド・プロスペリティ生まれ。現在はウィンストン・チューの下で働いている。ストーリー終盤でトンに殺害されてしまう。
ウィンストン・チュー(Winston Chu)声 - パリー・シェン
ウォーター・ストリート・ギャングのボス。サン・オン・イーの紅棍(ホングワン)。ストーリー中盤で結婚式会場で婚約者と共に18Kの構成員に銃撃され死亡。
ミセス・チュー(Mrs.Chu)声 - イレーネ・ツー
ウィンストンの母親で、飲茶の食堂である「金鱗」を仕切っている。部下に厳しい仕事人。
ウィンストンを殺害された後に激怒し、ウェイが連れて来たラットフェイズとドッグアイズを肉切り包丁で惨殺した。英語が話すことができないため広東語で会話している。
コンロイ・ウー(Conroy Wu)声 - ロビン・ショウ
ウィンストンの部下。サブリーダー的存在。初めは、主人公を嫌っていたが後に和解する。
サム・ドッグアイズ・リン(Sam"Dogeys"Lin)声 - ロン・ユアン
ウィンストンと対立している、サン・オン・イーの紅棍(ホングワン)。
ウェイの姉と関係を持ち、死に追いやった遠因を作った人物であり、サンフランシスコ市警にもマークされていた人物。
終盤でミセス・チューの命で捕獲に来たウェイを部下を使って消そうとするも、返り討ちに遭い拉致され、ジョニーの耳を喰わされた挙句、ジョニー同様ミセス・チューに惨殺された。
因みにミセス・チューの店の常連だった模様。
デイヴィット・ワイリン・ポー(Uncle Po)声 - ジェームズ・ホン
サン・オン・イーの龍頭(ロンタウ)である老人。通称「アンクル・ポー」。ストーリー中盤で登場する。結婚式場で18Kのメンバーに銃撃され中央病院に入院し命を取り留めるも、トーマスに殺害される。
ジョニー・ラットフェイス(Johnny"Ratface")声 - ヴィク・チャオ
サン・オー・イーのメンバーで、ウィンストンの結婚式を襲撃したメンバーの1人。
モヒカン頭が特徴であるが、その特徴が災いしてウェイに襲撃・捕獲され、仇としてミセス・チューに生きたまま肉切り包丁で切り刻まれ死亡した。
後にバラバラにされ、スープの具となった。
ヘンリー・ビッグスマイル・リー(Henry"Big Smile"Lee)声 - ツィ・マー
サン・オン・イーの二路元帥(イーロウユンシー)。ドッグアイズとは兄弟分であった。かなりの武闘派である。
実は本作の黒幕であり、18Kとペンドリューと結託して龍頭の座を狙っていた。
更に、トンにウェイを凄惨な拷問に掛けさせ殺害しようとするも、香港仔の船上レストラン（モデルは実際に香港仔にある船上レストラン「ジャンボキングダム」）まで追い詰められた挙句、砕氷機に頭から投入され上半身を巻き込まれると言う壮絶な最期を遂げた。
ブロークンノーズ・ジャン("Broken Nose"Jiang)声 - エリザベス・スン
サン・オン・イーの女性の二路元帥(イーロウユンシー)。通称アント・ジャン（Aunt Jiang）。後に龍頭となる。ストーリー中盤、シェンにツーチンの私邸に行くように依頼する。後にアンクル・ポー死亡後にビッグスマイル・リーと対立していた。実はシェンが潜入捜査官である事に気づいていた節があり、シェン自身がジャンに対し忠実である事から咎める事はなかった上に、実質的にリーと組んでいたペンドリューがアンクル・ポーを殺害する証拠のビデオを送り、ペンドリューを失脚させるなどしている。愛車は、黒色のロールス・ロイス・ファントム・リムジン。
ハワード・ツーチン・ツァオ(Howard"Two Chin"Tsao)声 - コナン・リー
サン・オン・イーの二路元帥(イーロウユンシー)。体系は肥満。ジャンとは親戚関係で、一時期、龍頭代理をつとめていた。ケネディータウンの豪邸に住んでいる。私邸の中の壺やピアノの配置には風水のとおりにしているが、ミッション中盤では、アント・ジャンに依頼されたシェンに4つの壺を壊されたり、時計の時刻を4:44分(4は中国では死を意味する縁起が悪い数字である)にセットされる等の悪戯をされる。愛車は、黒色のロールス・ロイス・ファントム・リムジン。
ポックマーク・チューク("Pockmark"Cheuk)声 - バイロン・マン
サン・オン・イーの香主(ヒョンジュー)でアンクル・ポーの側近で、顧問でもあり幹部の取りまとめ役。
リッキー・ウォン(Ricky Wong)声 - イアン・アンソニー・デイル
アンクル・ポーの護衛でソニー・ウォーの部下。
ソニー・ウォー(Sonny Wo)声 - チン・ハン
香港の映画関係の大物。サン・オン・イーに資金提供している。
ローランド・ホー(Roland Ho)声 - ロビン・ショウ
アンクル・ポーの部下。闇金ビジネスを行っている。彼から借金取立ての依頼をされる。
カニ爺(Old Salty Crab)声 - ツィ・マー
ブロークンノーズ・ジャンの部下で運転手。ストーリー中盤でシェンと共にツーチンの私邸に行くことになる。愛車は240Z。DLCの「Nightmare in North Point」にも登場する。
ミン(Ming)
北角夜市でケタミンの販売を行っているスキンヘッドの男。服の背中には狂と書いてある。ストーリー初めでは主人公と敵対して暴力を振るわれ重傷を負ったが、後に情報を提供することになる。ストーリー中盤でウィンストンに撃たれて死亡する。
ポニーテール(Ponytail)声 - ロン・ユアン
本名不明。ビッグスマイル・リーの部下。最終決戦にも登場する。
デューク(Duke)声 - アンソニー・チョウ
ウィンストンの部下。
ヴィンセント(Vincent)声 - オズリック・チャウ
ウィンストンの部下。とあるミッションで死亡する。
シウ・ワー(Siu Wah)
ドッグアイズ・リンの部下。梱包工場の工場長。ちなみに、名前は広東語で冗談と言う意味がある（漢字では笑話）。
リュー・シェン・トン(Liu Shen Tong)声 - ロン・ユアン
サンオンイーの戦闘員で暗殺者。拷問を得意としているらしく、電動ドリルやメスなどを手提げ鞄に入れており、ジャッキーを拷問に掛け殺害し、ウェイにも凄惨な拷問を掛けたりした。
ウェイとの戦闘の際には柳葉刀を使用（しかも態々手提げ鞄に入れて取り出していた）するが、ウェイに敗北した挙句、顔を執拗に殴られ無残に殺害された。
なお、トンとの戦闘中にある特定部分でカウンターを掛けると、柳葉刀がトンの腹部に刺さって勝利となる（この刀は作中唯一破損しない武器であり、銃撃戦が始まる前まで十分に使える）。

### 香港警察
トーマス・ペンドリュー(Thomas Pendrew)声 - トム・ウィルキンソン
香港警察の警視。主人公の上司。
実はサン・オン・イーを壊滅させる為に18Kと手を組み、ファントムをリーに売った上にアンクル・ポーを殺害した裏での張本人（結果、18Kによる病院でのテロを引き起こす事になる）。
アンクル・ポー殺害時にインターポールへの栄転が決まっていたが、ジャンにより病室に隠しカメラが仕掛けられており、殺害の決定的証拠をウェイにリークした事で刑務所送りとなった。
レイモンド・マック(Raymond Mak)声 - バイロン・マン
主人公の直属の上司。ウェイとは距離を置くような振る舞いをしているが、実はウェイの理解者。
ジェーン・テン(Jane Teng)声 - ケリー・フー
主人公の警察ミッションの司令役で、香港警察側キャラの紅一点。階級は警部補。
サキンダー・サジャン・ナズ(Sakinder Sajan Naz)声 - TJラミニ
香港警察のスパイ。ストーリーで、ウェイに逮捕され、ジェーンに引き渡される。

### その他
マーガレット・シェン（Margaret Shen)声 - 無し
主人公ウェイの母。写真のみで登場。
ミミ・シェン(Mimi Shen)声 - 無し
主人公ウェイの姉。数年前に亡くなっている。ドッグアイズ・リンと関係があったことがある。
クウォック師匠(Sifu Kwok)声 - ジェームズ・ルー
カンフー道場の師匠。
ヴィヴィアン・ルー(Vivienne Lu)声 - ルーシー・リュー
有名女優。ゲーム内のラジオで彼女の曲を聴くことができる。
ノット・ピン(Not Ping)声 - セリア・ジェード
本名不明。電気店で働く女性。
アマンダ・カートライト(Amanda Cartwright)声 - エマ・ストーン
序盤に登場する女性。アメリカ人観光客。
ティファニー・キム(Tiffany Kim)声 - キム・ユンジン
クラブ・バンバンで働く韓国人。
ペギー・リー(Peggy Li)声 - リンゼイ・プライス
ウィンストンの婚約者。だが結婚式当日、ジョニー・ラットフェイスに襲撃され命を落としてしまう。

## 用語集
香港警察
主人公ウェイが所属（正式には出向）する香港島の治安維持を行う警察組織。本作ではアメリカの警察風にHKPD（Hong Kong Police Depertment）と略称されているが、本来の香港警察の略称はHKPF（Hong Kong Police Force:香港警務處）である。なお、DLCではSWATも登場する。
トライアド(Triads)
香港を拠点とするチャイニーズマフィア組織の総称。モデルは三合会。
サン・オン・イー（新安義）(Sun On Yee)
香港最大のトライアド。古い歴史を持ち、伝統と規律を重んじる。「闇の総合商社」の異名を持つ。モデルは新義安。
18Kトライアド(18K Triads)
サン・オン・イーと敵対するトライアド。香港ではサン・オン・イーに次ぐ勢力を誇る。モデルは14K。
龍頭（ロンタウ）(Dragon Head)
トライアドのボス。サン・オン・イーでは、アンクル・ポーがその立場にある。
香主（ヒョンジュー）(Incense Master)
トライアドの連絡・儀式係。サン・オン・イーでは、ポックマーク・チュークがその立場にある。
二路元帥（イーロウユンシー）(Lieutenant)
トライアドの龍頭直属の幹部。サン・オン・イーでは、ビッグスマイル・リー、ツーチン・ツァオ、ブロークンノーズ・ジャンが該当する。
紅棍（ホングワン）(Red Pole)
トライアドの実行員。主に下部組織を指揮する。サン・オン・イーでは、ドッグアイズ・リンとウィンストン・チューが該当する。

## 登場車両
全て実名での登場はしていない。
自動車、オートバイ、モーターボートが存在する。
高級車、スポーツカー、オートバイは各地にあるディーラーで購入が可能である。

### スポーツカー
- Terre GT' Playable Vehicle
- 860 MHC
- SES
- Blast
- Tuono
- Etalon
- Klienod
- Kyou Kan
- Panzer
- Prime
- 600 Coupe S
- Wangan GSX
- Velocita

### 乗用車・ワゴン車
- Enterprise
- Odaiko
- Cheer
- Sparc
- Bismarck Limo
- Bismarck Coupe
- UFG-Bisai
- Bisai
- 625 MHC
- Movit、Airbrushed Dragon Armoured Van
- Taikai
- Neo V
- Ridge Sport

### ミニバン
- Dampfross' MkIII
- Guide
- Gopher

### マイクロバス

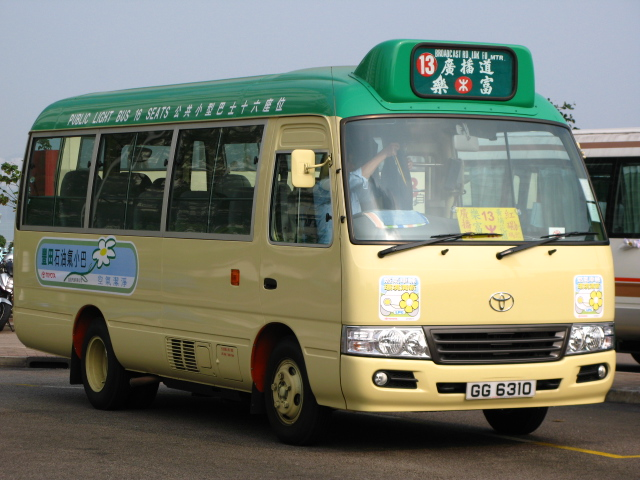
トヨタ・コースター香港仕様

- Minibus - どこのエリアでも見かけることができる。ノースポイントのミニバスターミナルに駐車されている。主人公も序盤のミッションで乗ることになる。

### 公共車両
- Ambulance' MkIII、Dampfross Pickup' MkIII - 通行人が負傷すると直ぐにかけつけてくる。
- 消防車
- Dampfross Taxi
- Fuel Truck
- 626 MHC Taxi - 626 MHCのタクシー。プレイヤーも乗客として利用できる。

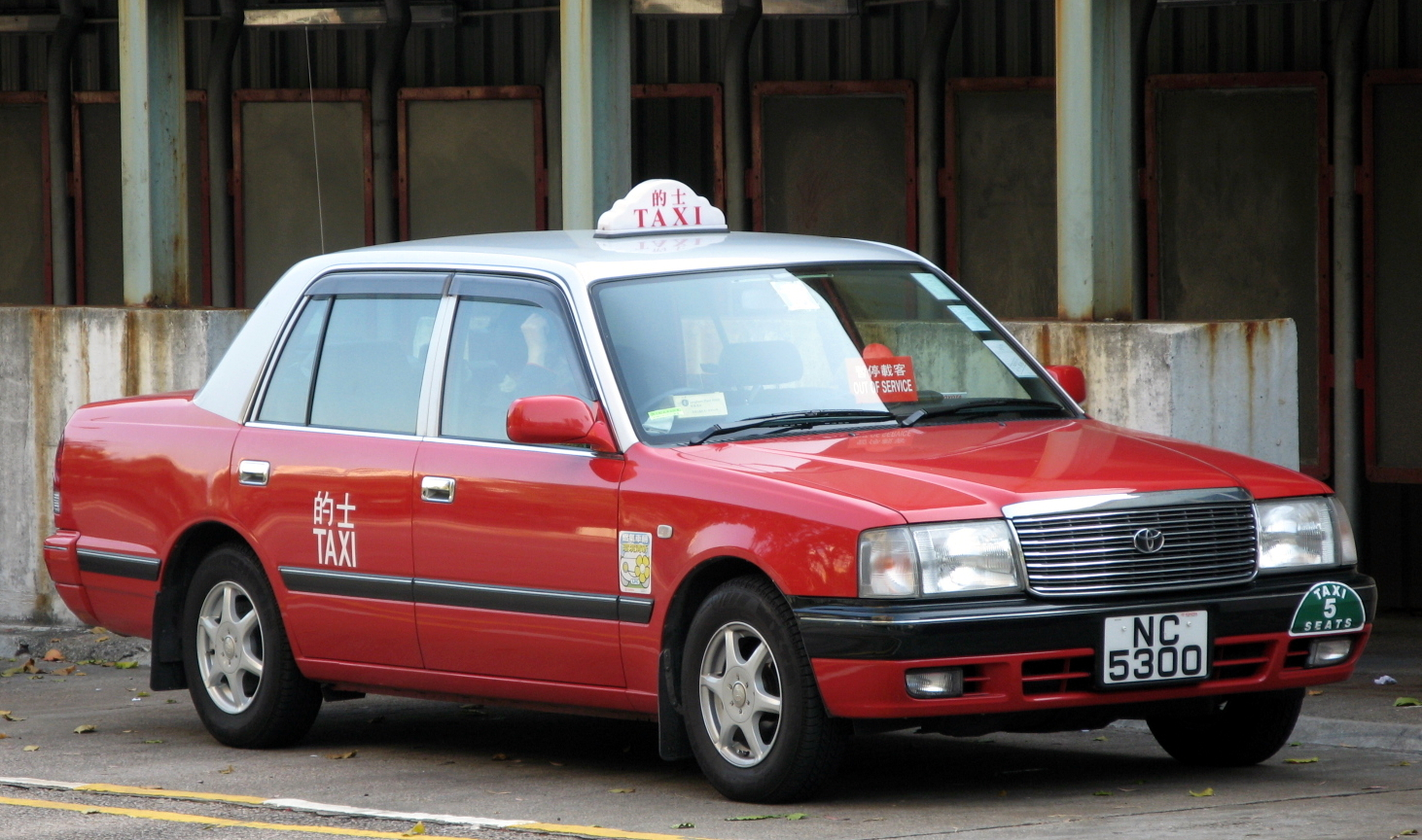
クラウン・コンフォートのタクシー

- トラム - 路面電車。ビクトリア・パーク周辺で運行されている。2階立仕様もある。プレイヤーは利用不可。

### 商用車
- いすゞ・エルフ
- Ford CF-6000
- ユンソン - ダブル・デッカー・バス
- メルセデス・ベンツ

### 警察車両
- MkIII - ワゴン型車両。主人公が手配された際に追跡してくる。
- Police Ridgesport - SWATタイプと警ら仕様が存在する。両方とも警察署に駐車されている。
- Klienod Cop - セダン型のポリスカー。こちらの車両も主人公が犯罪を起こした際に追跡してくる。普段は街中を警らしている。警察署にも止まっている。

### バイク
- 1100 NA-R
- 270 DX
- CS 750 R
- Drag 979
- GX300
- Citta
- MVR
- Little Bear

### ボート・船舶
- ゴールド・コースト - 屋根付きのモーターボート
- グリーン・ギル - 屋根なしのモーターボート。
- ジェット・620V - モーター付きのスピードボート。最終ミッションでは、ビッグ・スマイル・リーがこれに乗り逃走しようとする。
- レオ - ツイン・モーターボート。
- レオ・ポリス - 上記の警察仕様。SWAT仕様もある。
- モルスク
- レッド・サイレン - 小型のモーターボート。
- サンパン - 木製のボート。
- シーカー - ラグジュアリー・2シーターのモーターボート。DLCの「ストーリートレーサー4パック」ではジャッキーがこれに乗ることになる。
- スパナー
- スーパーライト - 大型のモーターボート。
- タグ - クレーン付きの大型モーターボート。

## 武器

### 銃
9ミリ拳銃
最も一般的な拳銃。警官やギャングが持っている。モデルはSIG SAUER P226。
45口径拳銃
9mm pistolより口径が大きく威力の高い拳銃。モデルはH&K USP。
50口径拳銃
非常に威力の高いマグナム。金バージョンと黒バージョンがあるが主に敵が持っているのは、金バージョン。モデルはデザートイーグル。
マシンピストル
連射力の高い銃。モデルはH&K MP7。
45口径サブマシンガン
一般的なサブマシンガン。モデルはH&K UMP。
アサルトライフル
ブルパップ方式のアサルトライフル。
ポンプ式ショットガン
ポンプアクション式のショットガン。
暴徒鎮圧用ショットガン
オート式のショットガン。

### 近接武器
ブリーフケース
歩行者が所持している。
ハンドバッグ
歩行者が所持。色違いあり。
ポーチ
歩行者が所持。色違いあり。
買い物袋
歩行者が所持。
買い物袋（ビニール）
歩行者が所持。
傘
雨の時に歩行者が所持。
魚
水槽を破壊すると拾える。
レンチ
車のトランクから入手できる。
フライパン
一部の出店の店員が所持している。
肉切り包丁
ミッション中などに敵が所持。
包丁
ミッション中などに敵が所持。
バール
「ドラッグ捜査線」などで敵が所持。
バトン
「ドラッグ捜査線」などで敵が所持。
研磨機
あるミッションで登場。
マチェット
あるミッションで登場。

## サウンドトラック
- Boosey & Hawkes - クラシック系のラジオ局
- Daptones Radio - ファンク系のラジオ局
- Kerrang! Radio
- Ninja Tune Radio
- Real FM
- Roadrunner Records
- Sagittarius FM
- Warp Radio
- H-Klub Radio - 広東語のラップ中心のラジオ局
- Softly - アジアンテイストのイージーリスニング系のラジオ局

## DLC
- 香港マスターパック - SWATパック、マーシャルアーツパック、潜入捜査パック、GSPパック、黒社会の用心棒パックがセットになったもの[7]。

### 2012年8月
- トップドッグシルバーパック
- レトロトライアドパック
- レッドエンベロップパック
- トップドッグゴールドパック
- ハイローラーパック

### 2012年10月
- コミュニティーギフトパック - 無料。ユナイテッド・フロントの社名がペイントつきの、ローダウンとエンジンがチューニングされたBisai、UFGのプリントつきのTシャツ、レスラーマスクがセットになったもの。
- ナイトメアインノースポイントパック - ノースポイントが舞台で、シェンがキョンシーと闘うことになる。
- SWAT パック2 - ミッションが追加されている。
- ストリート・レーサー・パック - レースとヘルメットと高性能のオートバイが追加されている。
- スクリーンレジェンドパック
- ゴーストピッグパック
- タクティカルソルジャーパック

### 2012年11月
- Square Enix Character Pack
- ドラゴンマスターパックD
- Drunken Fist Pack
- ギャングランドスタイルパック

### 2012年12月
- ゾディアックトーナメント - セントラル近くの無人島で開かれている非合法の格闘技トーナメントにシェンが警察官の身分を隠して潜入と同時に参戦することになる。香港映画の「燃えよドラゴン」がモチーフになっている[8]。

### 2013年1月
- ムービーマスターパック
- モンキーキングパック - 西遊記の孫悟空の服装、高性能なオートバイが含まれている。

### 2013年2月
- Wheels of Fury Pack
- ローエンフォーサーパック

### 2013年3月
- Year of the Snake Pack - 2013年3月12日に配信されたDLC[9]。香港警察で警察官として残ったシェンが2013年の春節にカルト集団の起こした事件を解決することになる[10]。

## 開発
前作のトゥルー・クライム：ニューヨークシティ（True Crime: New York City：以下TC: NYC）に対する評価が芳しくなかったことや、売り上げがあまり振るわなかったこともあり、TC:NYC発売後にトゥルー・クライムシリーズ第3作目の発売が噂されていたものの、発売元のアクティビジョンは別のタイトルに資本を集中させるため、しばらくはシリーズの開発を中止していた。だがTC:NYC発売から4年経った2009年12月12日、「スパイク・ビデオゲーム・アワード2009」の会場で、アクティビジョンは「トゥルー・クライム（True Crime）」と名付けたトゥルー・クライムシリーズの第3弾の予告編を公開、同時に、発売元は今までと変わらずアクティビジョンだが、製作元はそれまでのシリーズを製作したルクソーフラックスから、ユナイテッド・フロント・ゲームズに変わることが発表された。
2010年8月6日、製作上の都合により、発売が2011年にまで遅れることが発表された。アクティビジョンのCEOであるエリック・ヒルシュバーグ（Eric Hirshberg）によると、この発売日の遅れは「トゥルー・クライム：ホンコン（以下TC:HK）」という作品にとって価値あるものだったとし、「製作期間の延長によって相応の成果が得られました。銃撃シーン、格闘シーンなどのゲームシステムは車両の運転シーンと同様に高度に洗練されたものになり、オープンワールド系のゲームではかなり難しいとされていたことを実現できたのです」と発言している。
しかしながら2011年2月9日、アクティビジョンは、より利益率の高いオンラインゲームに資本を集中させるため、TC:HKの製作の中止を発表。「この決断は、世界一の双方向娯楽体験をつくるべき最高の機会を逃したくないという我が社の方針に基づくものです。」とし、『ギターヒーロー』シリーズとともに、TC:HKもその製作が中止された"。これはTC:HKが、GTAシリーズやセインツロウシリーズなどの他のオープンワールド系ゲームと販売競争を行う上で「十分な製品ではない」と判断されたからである。それによりアクティビジョンは、トゥルー・クライムシリーズが十分な利益を生み出さないと判断し、製作をやめさせた。アクティビジョンは、「どれだけ楽観的に考えたとしても、オープンワールド系ジャンルで『トゥルー・クライム』が頂点に立てないだろう」と残している。製作元のユナイテッド・フロント・ゲームズも自社の公式サイトで「アクティビジョンと共にこのプロジェクトを完成できなかったことに対して、誠に残念に思っております。しかしながら私どもも理由は承知しており、アクティビジョンとの間でも最高のゲームをつくるという意見では一致しております。また将来アクティビジョンと共に仕事ができることがあることを願いますが、現在のところは、私どもの創作の視点を新たな方向に向けることにしました」と開発の中止に対する落胆の意を表明した。TC:HKのエグゼクティブ・プロデューサーであるシュテファン・ファン・デル・メシュト（Stephen Van Der Mescht）によると、アクティビジョンが製作中止を発表した時には、ゲーム自体は、コンテンツの面において、最初から最後までプレイできるほどの完成度を有していたといい、アクティビジョンの見解とは違い、オープンワールド系ジャンルのなかでもTC:HKは「ひけをとらない」としている。

### スクウェア・エニックスによる販売権獲得
2011年8月2日、スクウェア・エニックスはトゥルー・クライム：ホンコン（以下TC:HK）の販売権を獲得し、ユナイテッド・フロント・ゲームズとともにゲームの開発を継続を発表した。しかしながらスクウェア・エニックスは「トゥルー・クライム」という商標権は購入しなかったので、これまでの「トゥルー・クライム：ホンコン」とはタイトルを変更して発売予定である。共同開発元のスクウェア・エニックス・ロンドン・スタジオのジェネラル・マネージャーのリー・シングルトン（Lee Singleton）はゲーム誌のインタビューで「（TC:HKを）初めて見てプレイしてみたとき、そのゲームに惚れてしまいました」と残し、「これはコントローラーを置きたくなくなるゲーム、すなわち『ハマる』ゲームタイトルの1つに成り得ますね」と言っている。またユナイテッド・フロント・ゲームズに関しては、「ユナイテッド・フロント・ゲームズの開発チームに会ったとき、契約はもう決まったも同然だった。ゲームとその開発チームが持つ大きな潜在的能力をすぐに実感した」とも話している。ユナイテッド・フロント・ゲームズの社長、シュテファン・ヴェッセル（Stefan Wessels）も、「スクウェア・エニックス・ロンドン・スタジオと共に仕事ができることは本当に喜ばしいことですし、彼らのこのゲームに対する熱意は我々にとっても本当に大きな利益となる」と語っている。

## 体験版
- PS3のデモ版が2012年8月に配信された。
- デモではメインミッション2つがプレイできる。